# Ranchitos Las Lomas
Ranchitos Las Lomas es un lugar designado por el censo ubicado en el condado de Webb en el estado estadounidense de Texas. En el Censo de 2010 tenía una población de 266 habitantes y una densidad poblacional de 28,32 personas por km².

## Geografía
Ranchitos Las Lomas se encuentra ubicado en las coordenadas 27°38′5″N 99°14′14″O / 27.63472, -99.23722. Según la Oficina del Censo de los Estados Unidos, Ranchitos Las Lomas tiene una superficie total de 9.39 km², de la cual 9.39 km² corresponden a tierra firme y (0%) 0 km² es agua.

## Demografía
Según el censo de 2010, había 266 personas residiendo en Ranchitos Las Lomas. La densidad de población era de 28,32 hab./km². De los 266 habitantes, Ranchitos Las Lomas estaba compuesto por el 84.59% blancos, el 0.38% eran afroamericanos, el 0% eran amerindios, el 0% eran asiáticos, el 0% eran isleños del Pacífico, el 13.91% eran de otras razas y el 1.13% pertenecían a dos o más razas. Del total de la población el 97.37% eran hispanos o latinos de cualquier raza.